# Grashof (Allersberg)
Grashof ist ein Gemeindeteil des Marktes Allersberg im Landkreis Roth (Mittelfranken, Bayern). Grashof liegt in der Gemarkung Göggelsbuch.

## Lage
Die Einöde liegt am Ostufer des Rothsees. Ein Anliegerweg führt zu einer Gemeindeverbindungsstraße (0,2 km nordwestlich) bzw. zur  Staatsstraße 2225 (0,2 km südöstlich).

## Geschichte
Grashof bestand bereits 1544. Es gehörte zur Realgemeinde Göggelsbuch. Gegen Ende des 18. Jahrhunderts gab es in Grashof ein Anwesen. Das Hochgericht, Niedergericht und die Grundherrschaft übte das pfalz-neuburgische Landrichteramt Allersberg aus.
Im Rahmen des Gemeindeedikts (frühes 19. Jahrhundert) wurde Grashof dem Steuerdistrikt und der Ruralgemeinde Heuberg zugewiesen. Nach 1820 wurde Grashof nach Göggelsbuch umgemeindet. Am 1. Juli 1971 erfolgte im Zuge der Gebietsreform in Bayern die Eingemeindung nach Allersberg.

### Baudenkmäler
- Haus Nr. 1: Wohnstallhaus[10]

### Einwohnerentwicklung
| Jahr      | 001818 | 001836 | 001861 | 001871 | 001885 | 001900 | 001925 | 001950 | 001961 | 001970 | 001987 |
| Einwohner | 7      | 7      | 8      | 6      | 9      | 9      | 5      | 11     | 8      | 4      | 3      |
| Häuser    | 2      | 1      |        |        | 2      | 2      | 1      | 2      | 2      |        | 1      |
| Quelle    | [ 12 ] | [ 13 ] | [ 14 ] | [ 15 ] | [ 16 ] | [ 17 ] | [ 18 ] | [ 19 ] | [ 20 ] | [ 21 ] | [ 1 ]  |

## Religion
Grashof ist römisch-katholisch geprägt und gehört bis heute zur Kirchengemeinde St. Georg (Göggelsbuch), ursprünglich eine Filiale von St. Johannes der Täufer (Hilpoltstein), heute zur Pfarrei Mariä Himmelfahrt (Allersberg) gehörig. Die Einwohner evangelisch-lutherischer Konfession waren ursprünglich nach Eckersmühlen gepfarrt, seit den 1960er Jahren ist die Pfarrei Hilpoltstein zuständig.